# Carme (figlia di Fenice)
Carme (in greco antico: Κάρμη?, Kármē) è un personaggio della mitologia greca.

## Genealogia
Figlia di Fenice e di Cassiopea.
Non ci sono notizie su sposi o progenie.

## Mitologia
Dopo una battaglia presso la sua città, la donna, ormai anziana in quel periodo, venne fatta prigioniera e affidata come nutrice alla giovane Scilla, figlia del re Niso.